# Руденко (село)
Руде́нко — село в Україні, в Шептицькому районі Львівської області. Населення становить 406 осіб.

## Географія
На північ від села бере початок річка Старий Рів.

## Історія
У 1884 році Боберські купили маєток у селі.

## Населення

### Мова
Розподіл населення за рідною мовою за даними перепису 2001 року:
| Мова            | Кількість | Відсоток |
| --------------- | --------- | -------- |
| українська      | 402       | 99.01%   |
| російська       | 2         | 0.49%    |
| румунська       | 1         | 0.25%    |
| інші/не вказали | 1         | 0.25%    |
| Усього          | 406       | 100%     |

## Відомі люди
- Лащук Іван Лук’янович — лицар Срібного хреста заслуги УПА.
- Алоїзій Боберський — учасник революції в Угорщині у 1848—1849 роках, помер у селі.[3]
- Левицький Володимир Григорович - ветеран праці